# Чернець Олексій Пилипович
Олексі́й Пили́пович Черне́ць (11 лютого 1924) — графік родом з Києва, закінчив Харківський художній інститут, працює в галузі станкової і книжкової графіки. Серія автолітографій «У них немає дитинства»; ілюстрації до кн. О. Андреєва «Розсудіть нас, люди», плякати («Люди сучасної ери»). Був членом Спілки художників СРСР.